# Пройдисвіти Кведлінбурга
Пройдисвіти Кведлінбурга (англ. The Quacks of Quedlinburg) — настільна гра, розроблена Вольфгангом Варшем і вперше видана компанією Schmidt Spiele у 2018 році. Після перемоги на конкурсі Kennerspiel des Jahres у 2018 році, англійська версія гри була випущена компанією North Star Games, а українська — видавництвом YellowBox.

## Концепція
Щороку в місті Кведлінбург проводиться фестиваль, на якому найкращі аптекарі та «пройдисвіти» (шарлатани) змагаються між собою протягом кількох днів, щоб довести, що вони є найкращими майстрами з варіння зілля у країні. Щодня ворожка оголошує про дивні події, які можуть вплинути на учасників цього дня.

## Ігровий процес
Пройдисвіти Кведлінбурга граються на основній дошці з треком для підрахунку очок та індивідуальними дошками гравців, які представляють «казани» зі спіральними шляхами для зілля. Кожен гравець має мішечок із жетонами, які витягує під час гри. Використовуються жетони різних кольорів (білий, синій, зелений, фіолетовий, червоний і жовтий), з номіналами від 1 до 4. Кожен колір має свої унікальні властивості. Проте, крім одного помаранчевого та одного зеленого жетона, кожен гравець починає гру з кількома білими жетонами («вибуховими черешнями») різних номіналів у мішечку. Якщо загальна вартість білих жетонів у зіллі гравця перевищує 7, зілля вибухає. Кожен гравець має флягу, яку можна використати один раз на раунд, щоб повернути білий жетон назад у мішечок, якщо він не призведе до вибуху.
На початку кожного раунду витягується карта ворожки, яка визначає спеціальну подію чи правило на цей день. Гравці витягують жетони зі своїх мішечків і розміщують їх на шляху зілля у своєму казані, доки не вирішать зупинитися або поки їхнє зілля не вибухне. Вартість жетонів визначає, наскільки далеко від попереднього жетона вони розміщуються на шляху зілля, і відповідно скільки очок набере зілля. Після кожного раунду гравець, чий жетон знаходиться на клітинці з рубіном, отримує один рубін. Рубіни використовуються для покупки додаткових інгредієнтів у магазині, які гравці можуть додавати до своїх мішечків для наступних раундів. Переможні очки нараховуються на основі відстані вздовж шляху зілля і підраховуються на основній дошці. Гравці, чиї зілля вибухнули, мають обрати: або скористатися магазином, або отримати переможні очки, але не можуть зробити обидва.
Гра триває дев'ять раундів, і переможцем стає гравець з найбільшою кількістю переможних очок наприкінці гри.

## Відгуки
У 2018 році Пройдисвіти Кведлінбурга стали переможцем конкурсу Kennerspiel des Jahres, що є нагородою Spiel des Jahres для більш складних ігор. Гра також отримала Нагороду народних симпатій за найкращу нову європейську гру на UK Games Expo у 2019 році, нагороду за найкращу гру для казуальних гравців на American Tabletop Awards у 2019 році, і премію Origins Awards за найкращу сімейну гру у 2020 році.
New York високо оцінив поєднання удачі та стратегії у Пройдисвітах Кведлінбурга, назвавши її однією з «Найкращих ігор для двох гравців у 2022 році». Polygon включив гру у свій список «22 найкращі настільні ігри 2022 року», зазначивши, що система ризику і винагороди створює драматичну напругу, а гра підходить для широкого кола гравців. Пізніше Dicebreaker назвав Пройдисвітів Кведлінбурга однією з «Найкращих ігор 2023 року», підкресливши її «простий та захоплюючий ігровий процес», який створює атмосферу напруги та енергії. Wirecutter також включив гру у список «Найкращих ігор 2023 року», відзначивши її вміння поєднувати ризик із добре продуманою механікою покупок, яка дозволяє гравцям краще контролювати ймовірність.
У 2022 році компанія Schmidt Spiele випустила спін-офф гри, призначений для дітей, Quacks & Co.: Quedlinburg Dash.